# 8號染色體
人類的8號染色體是23對染色體的其中之一，正常狀況下每個細胞擁有兩條。此染色體含有大約155百萬個鹼基對，佔細胞內所有DNA的4.5%到5%。
该染色体有两条臂，分别命名为8p和8q。其中较短的8p臂有大约4,500万个碱基对，有基因484个，假基因110个，约占总基因组数量的1.5%。这其中8%的基因和神经发育及功能有关，16%的基因和癌症有关。8p臂有一个很独特的特点，即存在一个约1,500万个碱基对的巨大区域，该区域的突变几率非常高。而在这一片区域，人类基因和黑猩猩的基因存在巨大的差异。很可能正是因为该区域的高突变率，对人类脑部的进化做出了贡献。
其中約有700到1000個基因，依預測方式而有所不同。

## 基因与假基因
以下是一些位于8号染色体上的基因与假基因：
- COH1
- FGFR1: 成纤维细胞生长因子受体1
- GDAP1: 神经节苷脂诱导分化相关蛋白1
- LPL（英语：LPL (gene)）: 脂蛋白酶
- TG（英语：TG (gene)）: 甲状腺球蛋白
- TPA: 組織胞漿素原活化劑（英语：Tissue plasminogen activator）
- GULOP（英语：GULOP）假基因: 原本用于合成维生素C的酶